# ミルテ・スホート
ミルテ・スホート（Myrthe Schoot、女性、1988年8月29日 - ）は、オランダの元バレーボール選手。元オランダ代表。

## 来歴
2009年、オランダ代表に初選出される。2010年より代表チームのリベロとして活躍し、同年の世界選手権に出場した。
2015年10月の開催された欧州選手権で銀メダルを獲得した。2016年7月のワールドグランプリで銅メダルを獲得した。また、同年8月のリオ五輪では4位となった。2018年の世界選手権に出場した。
ドイツ・ブンデスリーガのドレスナーSCでプレーし、2013/14シーズンには優勝に貢献した。

## 球歴
- オリンピック - 2016年
- 世界選手権 - 2010年、2014年、2018年、2022年
- 欧州選手権 - 2011年、2015年、2017年、2019年

## 所属クラブ
- Udense Saturnus（2004-2005年）
- VC Weert（2005-2006年）
- Longa '59 Lichtenvoorde（2006-2008年）
- DELA（2008-2009年）
- TVC Amstelveen（2009-2011年）
- Rote Raben Vilsbiburg（2011-2012年）
- ドレスナーSC（2012-2018年）
- Rote Raben Vilsbiburg（2018-2021年）
- Team 22（2021-2022年）